# Gioielli della Corona polacca

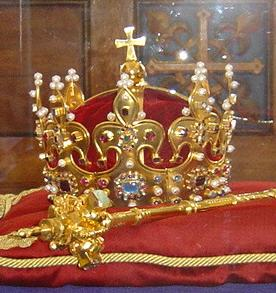
Replica della Corona di Boleslavo di Polonia e dei gioielli reali.

I Gioielli della Corona polacca sono un insieme di gioielli perlopiù risalenti alla dinastia dei Piast che componevano le regalìe del re di Polonia. L'unico elemento originale di quell'epoca ad oggi sopravvissuto è la Spada cerimoniale. I gioielli, molti in replica, sono esposti nel Castello di Wawel a Cracovia.
Gran parte dei gioielli, incluse la "Corona ungherese" e la "Corona svedese" vennero realizzate sotto il dominio dei re della dinastia Vasa e successivamente andarono distrutte o perdute. I gioielli utilizzati poi dai re sassoni di Polonia vennero riportate in patria dopo il crollo della loro reggenza sullo Stato e si trovano oggi nelle Grünes Gewölbe e nella Rüstkammer di Dresda, in Germania.

## Composizione

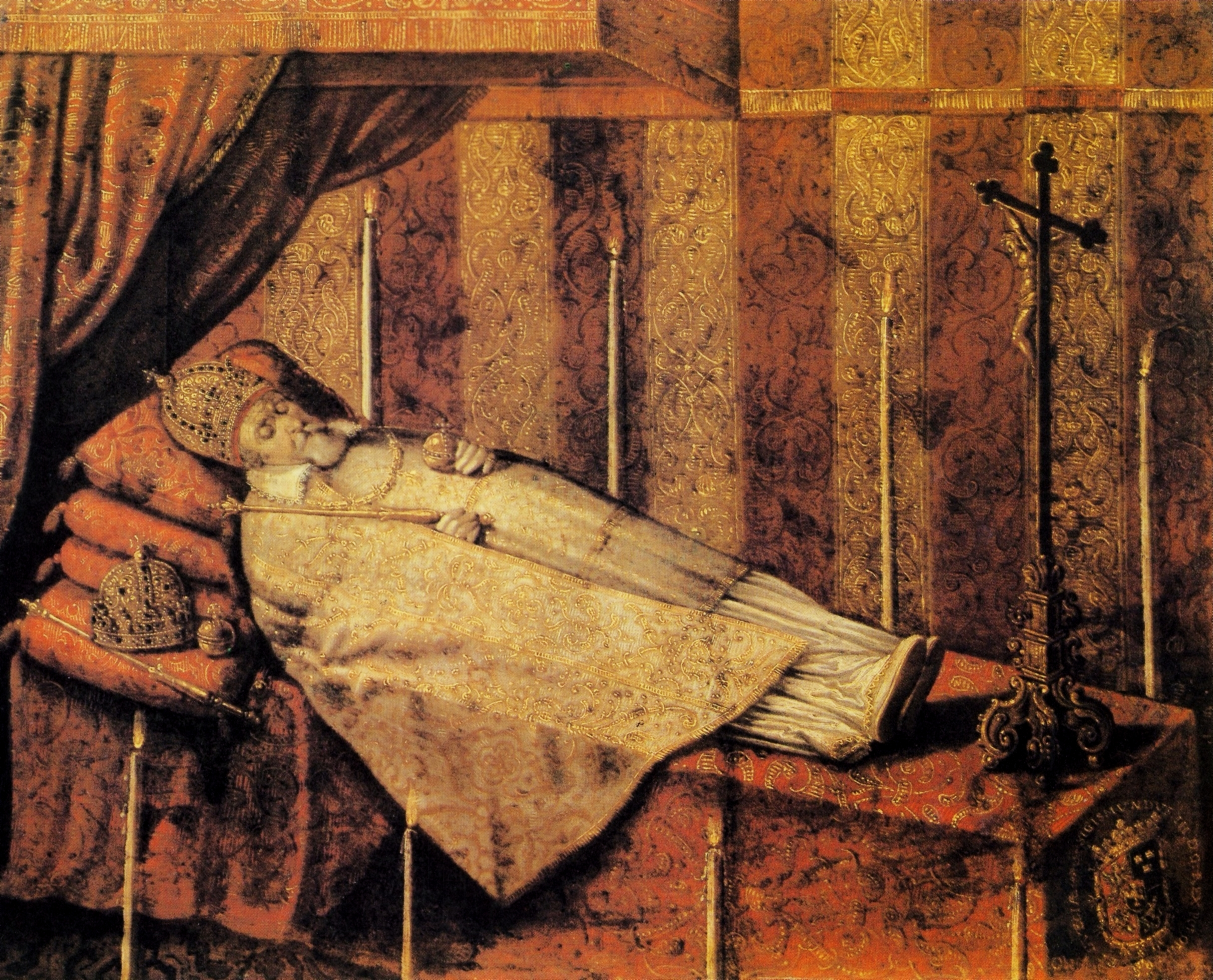
Sigismondo III di Polonia sul catafalco allestito nel Castello Reale di Varsavia (particolare). Il dipinto, realizzato da Christian Melich attorno al 1632, raffigura il re con la "Corona di Moscovia" sul suo capo e la "Corona svedese" su un cuscino al suo fianco.

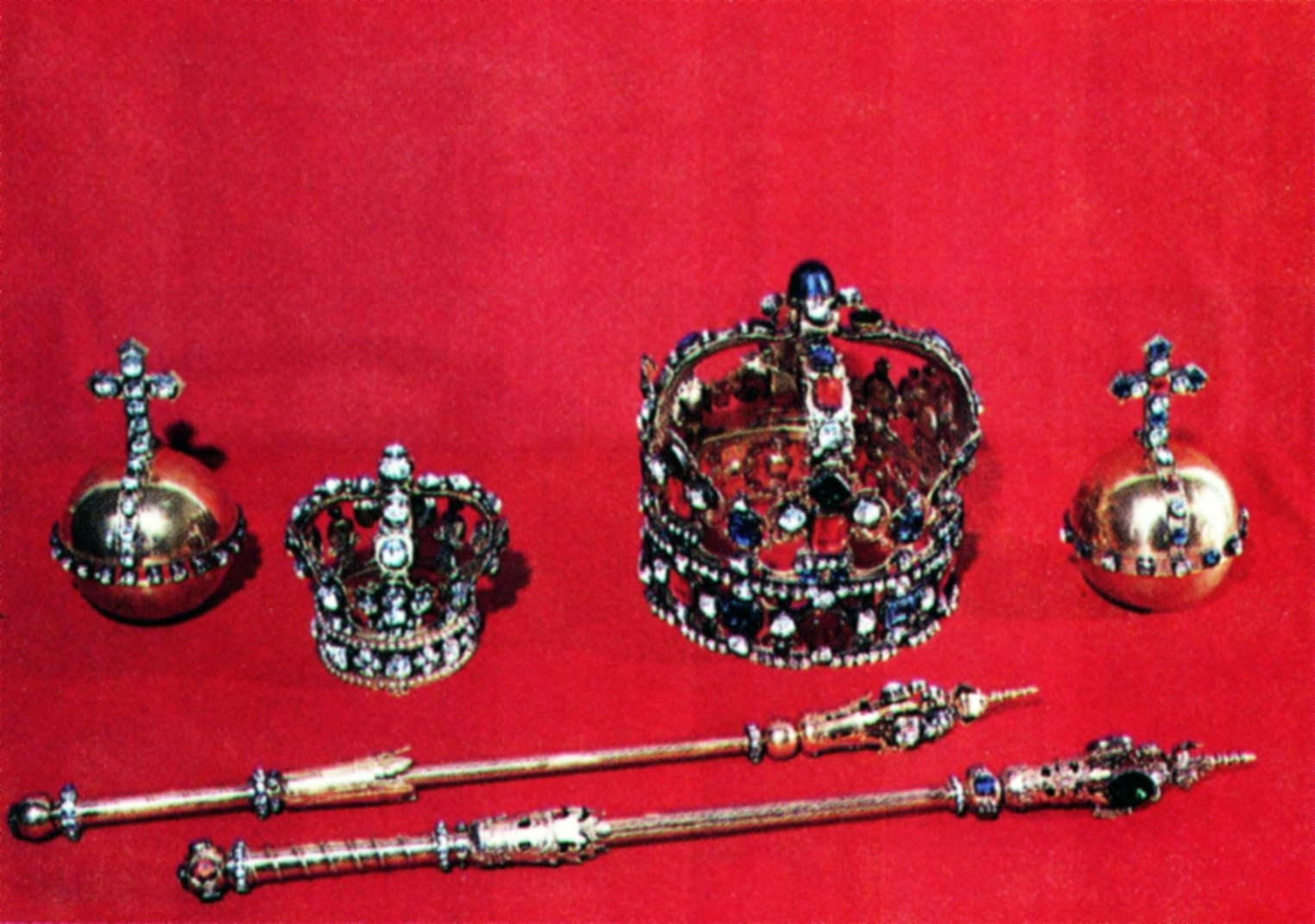
Regalìe in argento del re Augusto III di Polonia e della regina Maria Josepha.

Secondo un inventario del tesoro di stato presente a Wawel in un'esposizione del 1623 i gioielli della corona polacca consistevano in:
- La Corona di Boleslavo il Coraggioso che secondo la leggenda venne donata al primo monarca della Polonia indipendente dall'Imperatore Ottone III di Sassonia, in realtà venne realizzata a Cracovia nel 1320 per Ladislao I (l'autentica corona di Boleslavo il Coraggioso venne portata in Germania nel 1036 e successivamente dispersa da Richeza di Lotaringia); essa contiene un totale di 474 pietre preziose e perle; la corona veniva tradizionalmente utilizzata per le incoronazioni dei re polacchi e venne utilizzata l'ultima volta il 25 novembre 1764 per l'incoronazione di Stanislao II Augusto Poniatowski nella Cattedrale di San Giovanni a Varsavia.
- La cosiddetta Corona della regina consistente in una corona ad otto archi cosparsa di 142 tra pietre preziose e perle
- La cosiddetta Corona ungherese, realizzata per Giovanni II d'Ungheria sul modello della Corona di Santo Stefano usata in Ungheria; ereditata dal re Sigismondo Augusto di Polonia nel 1571 venne usata nella cerimonia d'incoronazione di Stefan Batory; tornò al tesoro reale nel 1576
- La cosiddetta Corona omaggiale per le cerimonie d'omaggio di alcuni territori che la corona polacca concedeva in commenda.
- La cosiddetta Corona funerabilis realizzata in argento
- Tre scettri e tre globi
- Una catena in argento con la reliquia della Santa Croce
- Croci di Rutenia e reliquie
- Una bibbia in latino
- Il Cornus Rynocerotis
- La Szczerbiec (spada cerimoniale utilizzata per le incoronazioni)
- Le Spade di Grunwald, due spade dell'ordine teutonico ricevute durante la Battaglia di Grunwald dal re Ladislao Jagellone, successivamente utilizzate come spade cerimoniali.
- La spada di Boleslao II di Polonia
- tre cappelli con perle
- Una grande cassa con gioielli che contiene rubini, 200 diamanti, un grande smeraldo e molti altri preziosi.[4][5][6]

Il tesoro privato della casata dei Vasa (conservato al castello reale di Varsavia) consisteva in:
- La cosiddetta Corona svedese, un tipo di corona clausa costituita da cinque archi grandi e cinque piccoli con 262 tra perle e pietre preziose. La corona venne realizzata per conto di Sigismondo Augusto di Polonia, alla morte del re essa passò a Giovanni Tudesco; successivamente essa venne acquistata dal re Sigismondo III Vasa per 20.000 giorini ed usata per la sua incoronazione a Uppsala come re di Svezia il 19 febbraio 1594; nel 1623 il re Sigismondo III la riportò nel tesoro reale polacco.
- La cosiddetta Corona di Moscovia realizzata nel 1610 per conto del principe Ladislao Vasa per la sua incoronazione a zar di Russia e mai utilizzata; questa era una corona clausa e venne data poi da Ladislao IV di Polonia alla Rzeczpospolita. Dopo la morte del re (1648) se ne appropriò il re Giovanni II Casimiro di Polonia che la pose nel tesoro di stato nel 1668; passata nel 1700 al re Augusto II di Polonia, venne venduta a Federico I di Prussia[4][5]
- Un'Aquila bianca polacca in argento per sostenere la corona reale (89 cm di altezza) in argento smaltato che venne creata per il re Giovanni II Casimiro di Polonia ad Augusta dagli orafi Abraham Drentwett ed Heinrich Mannlich nel 1666; venne successivamente venduta dal re Michele Korybut allo zar di Russia.[7]

Tutte le regalìe polacche passarono ai principi che parteciparono alla terza spartizione della Polonia nel 1795 (ad eccezione della "Corona di Moscovia") e la maggior parte di essi vennero distrutti da Federico Guglielmo III di Prussia per prevenire future incoronazioni di monarchi polacchi indipendenti nel marzo del 1809 (ad eccezione della Szczerbiec).
Nel 1925 il governo polacco comprò dal governo viennese le regalìe di Augusto III e della regina Maria Josepha per 175.000 zloty (circa 35.000 dollari dell'epoca). Tali regalìe consistono in due corone, due scettri e due globi realizzati nel 1733. I gioielli vennero esibiti a Varsavia sino al 1939 e nel 1940 vennero rubati dalle forze dell'asse. Successivamente vennero ritrovate delle truppe sovietiche che invasero la Germania e vennero portate in Unione Sovietica ove rimasero sino al 1960, anno in cui vennero ridonate alla Polonia. Oggi si trovano nel Museo Nazionale di Varsavia.

### Galleria d'immagini

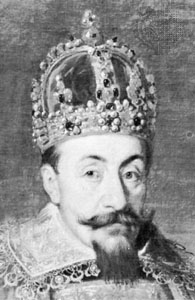
Ritratto del re Sigismondo III Vasa con i vestiti dell'incoronazione (dettaglio). Qui il re indossa la "Corona di Moscovia"
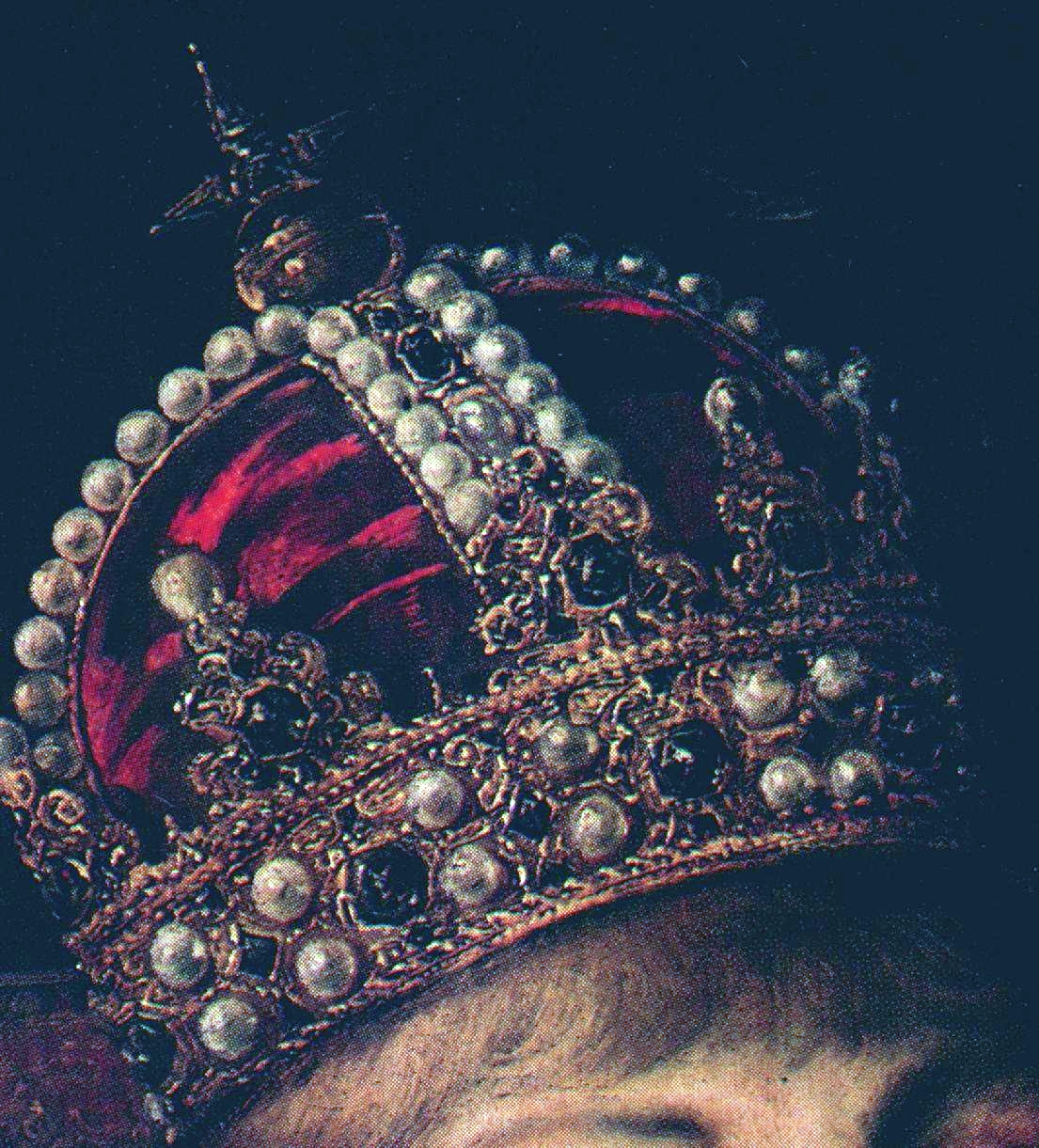
La "Corona svedese", dettaglio del ritratto di Ladislao IV di Polonia con i suoi vestiti dell'incoronazione
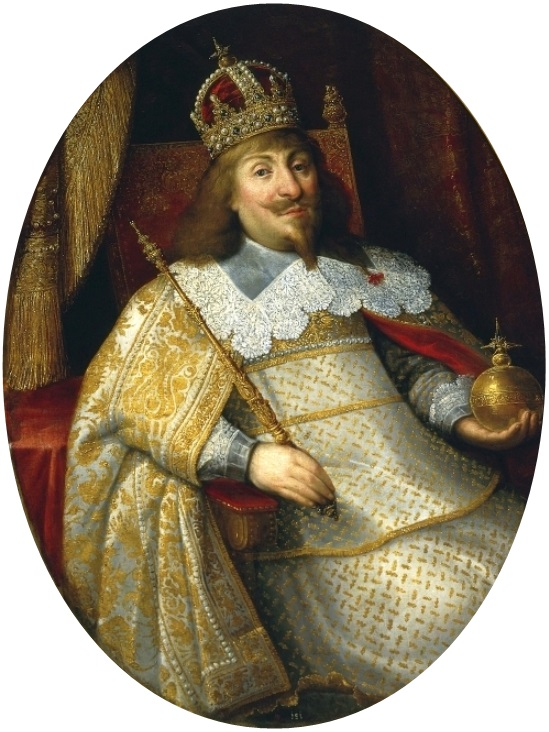
Ritratto del re Ladislao IV con i vestiti dell'incoronazione e la cosiddetta "Corona svedese"
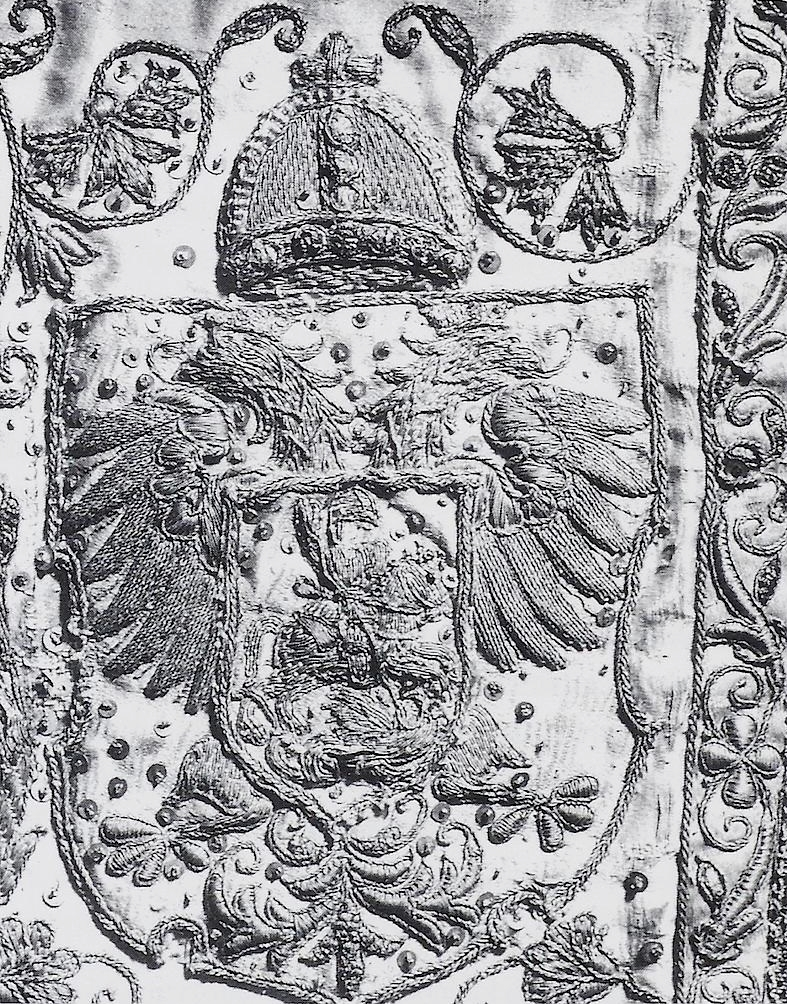
I vestiti dell'incoronazione di Ladislao IV con gli stemmi polacchi e svedesi